# Sân bay Boende
Sân bay Boende (IATA: BNB, ICAO: FZGN) là một sân bay ở Boende, Cộng hòa Dân chủ Congo.

## Hãng hàng không và điểm đến
| Hãng hàng không                | Các điểm đến               |
| ------------------------------ | -------------------------- |
| Compagnie Africaine d'Aviation | Kinshasa–N'djili, Mbandaka |